# Saulmory-et-Villefranche
Saulmory-et-Villefranche és un municipi francès situat al departament del Mosa i a la regió del Gran Est. L'any 2007 tenia 107 habitants.

## Demografia

### Població
El 2007 la població de fet de Saulmory-et-Villefranche era de 107 persones. Hi havia 44 famílies, de les quals 12 eren unipersonals (12 homes vivint sols), 12 parelles sense fills, 16 parelles amb fills i 4 famílies monoparentals amb fills.
La població ha evolucionat segons el següent gràfic:
Habitants censats

### Habitatges
El 2007 hi havia 72 habitatges, 44 eren l'habitatge principal de la família, 24 eren segones residències i 4 estaven desocupats. Tots els 70 habitatges eren cases. Dels 44 habitatges principals, 37 estaven ocupats pels seus propietaris, 6 estaven llogats i ocupats pels llogaters i 1 estava cedit a títol gratuït; 4 tenien tres cambres, 10 en tenien quatre i 30 en tenien cinc o més. 33 habitatges disposaven pel capbaix d'una plaça de pàrquing. A 25 habitatges hi havia un automòbil i a 17 n'hi havia dos o més.

### Piràmide de població
La piràmide de població per edats i sexe el 2009 era:
| Homes | Edats   | Dones |
| ----- | ------- | ----- |
| 0     | 95 o +  | 0     |
| 0     | 90 a 94 | 0     |
| 0     | 85 a 89 | 0     |
| 0     | 80 a 84 | 0     |
| 8     | 75 a 79 | 0     |
| 4     | 70 a 74 | 8     |
| 4     | 65 a 69 | 16    |
| 4     | 60 a 64 | 0     |
| 4     | 55 a 59 | 0     |
| 8     | 50 a 54 | 0     |
| 0     | 45 a 49 | 8     |
| 4     | 40 a 44 | 0     |
| 8     | 35 a 39 | 4     |
| 0     | 30 a 34 | 0     |
| 0     | 25 a 29 | 0     |
| 0     | 20 a 24 | 0     |
| 8     | 15 a 19 | 0     |
| 4     | 10 a 14 | 4     |
| 0     | 5 a 9   | 0     |
| 0     | 0 a 4   | 0     |

## Economia
El 2007 la població en edat de treballar era de 63 persones, 48 eren actives i 15 eren inactives. De les 48 persones actives 40 estaven ocupades (25 homes i 15 dones) i 8 estaven aturades (3 homes i 5 dones). De les 15 persones inactives 5 estaven jubilades, 4 estaven estudiant i 6 estaven classificades com a «altres inactius».
Activitats econòmiques
Dels 3 establiments que hi havia el 2007, 2 eren d'empreses de fabricació d'altres productes industrials i 1 d'una empresa de comerç i reparació d'automòbils.
L'any 2000 a Saulmory-et-Villefranche hi havia 8 explotacions agrícoles.

## Poblacions més properes
El següent diagrama mostra les poblacions més properes.